# Arthur Moyse
Arthur Moyse (ur. 21 czerwca 1914 w hrabstwie Wexford, zm. 22 lutego 2003 w Londynie) – irlandzki pisarz, rysownik, wydawca oraz działacz anarchistyczny.

## Życiorys
Urodził się w hrabstwie Wexford w rodzinie robotniczej, która przeprowadziła się do Shepherd's Bush w zachodnim Londynie. Jego ojciec pracował jako marynarz floty handlowej i zaginął na morzu. Rodzina miała wówczas otrzymać od władz państwa 5 funtów, a także znaleźć matce Arthura pracę sprzątaczki.
W młodości był zaangażowany w działalność polityczną, m.in. brał udział w bitwie na Cable Street w 1936. Brał także czynny udział w II wojnie światowej, w tym w desantach powietrznych pod Arnhem w 1944, ale dwukrotnie został postawiony przed sądem wojennym za niesubordynację.
Współpracował z różnymi grupami, galeriami i czasopismami. Najbardziej znany był jako krytyk sztuki i rysownik, szczególnie związany był z londyńską bohemą oraz anarchistycznym wydawnictwem Freedom Press. Prowadził swój magazyn artystyczny ZeroOne, a także działał przy galerii sztuki Flowers. Jego prace publikowane były m.in. w Freedom, Anarchy czy The Raven: Anarchist Quarterly od późnych lat 60. do wczesnych 80. 